# Paulinenthal
Paulinenthal ist ein Ortsteil der Gemeinde Ruppichteroth.

## Geographie
Das Dorf liegt auf den Hängen des Nutscheid. Im Süden liegt Kämerscheid, im Norden Thal und im Osten Neuenhof bei Ruppichteroth. 

## Geschichte

Eitorfer Zeitung vom 30. Oktober 1882

Eine Mühle gab es hier schon seit 1851, sie wurde von Peter Stommel aus Wingenbach errichtet. Am 13. Mai 1876 stellte ein Philipp Stommel einen Antrag zur Umwandlung seiner Mühle in eine Pulvermühle. Dem Antrag wurde am 25. Juli unter baulichen Auflagen genehmigt. 
Am 6. Juli 1881, als die Besitzerin der Mühle Witwe Wilhelm Pütz hieß, kam es zu einer Explosion, bei der ein Arbeiter getötet wurde und in Kämerscheid Sachschaden entstand. Danach wurde die Mühle an die Bergische Pulverfabrik Aktien-Gesellschaft Elberfeld verkauft. Am 27. Oktober 1882 wurde bei einer Explosionen der Arbeiter Johann Bäumgen getötet und am 9. Januar 1883 kam es zu weiteren Explosionen, bei denen nur schwerer Sachschaden am Werk entstand. 
1895/96 fand das Pulver gute Abnahme, großteils nach Belgien. Es arbeiteten acht bis zehn Männer in der Mühle und es wurde eine Lokomotive zum internen Transport benutzt.
Am 28. März 1900 entzündeten drei spielende Kinder den Pulverraum und wurden von der Explosion zerrissen. Daraufhin wurde der  Betrieb eingestellt.
1910 wohnte hier der Fabrikarbeiter Gottfried Krämer.